# ماریا راین
ماریا راین (به آلمانی: Maria Rain) یک منطقهٔ مسکونی در اتریش است که در ناحیه کلاگن‌فورت-لاند واقع شده‌است. ماریا راین ۲٬۲۰۲ نفر جمعیت دارد.